# Não-simultaneidade
Não-simultaneidade ou não-sincronismo (em alemão: Ungleichzeitigkeit, às vezes também traduzido como não-sincronicidade ) é um conceito dos escritos de Ernst Bloch que denota o intervalo de tempo, ou desenvolvimento temporal desigual, produzido na esfera social pelos processos de modernização capitalista e/ou pela natureza incompleta desses processos. O termo, especialmente na frase "a simultaneidade do não simultâneo ", foi usado posteriormente em teorias predominantemente marxistas da modernidade, sistemas mundiais, da pós-modernidade e da globalização .

## No trabalho de Ernst Bloch
A frase "a não simultaneidade do simultâneo" ( die 'Ungleichzeitigket' des Gleichzeitigen ) foi usada pela primeira vez pelo historiador da arte alemão Wilhelm Pinder em seu livro de 1926, Das Problem der Generation in der Kunstgeschichte Europas ("O Problema da Geração na História da Arte Européia").
O principal uso de Bloch do termo "não simultaneidade" foi em um ensaio de 1932 que tentou explicar a ascensão e popularidade do nacional-socialismo na Alemanha à luz da crise econômica capitalista da Grande Depressão e que se tornou um capítulo de seu influente estudo de 1935, Heritage of our Times ( Erbschaft dieser Zeit). A ideia central do ensaio é a de que estágios heterogêneos de desenvolvimento social e econômico coexistem simultaneamente na Alemanha dos anos 30. Por causa da modernização desigual, argumenta Bloch, permaneceu na Alemanha "essa terra clássica da não simultaneidade", traços significativos das relações de produção pré-capitalistas: 
 "Nem todas as pessoas existem no mesmo Agora. Elas coexistem assim apenas externamente, em virtude do fato de que todas podem ser vistas hoje. Mas isso não significa que elas estejam vivendo ao mesmo tempo com as outras.

 Em vez disso, elas carregam coisas anteriores, coisas que estão intrinsecamente envolvidas. Uma pessoa tem o seu tempo de acordo com onde ela se mantém corporalmente, sobretudo em termos de classes. Tempos mais antigos que o presente continuam a afetar estratos mais antigos; aqui é fácil retornar ou sonhar o caminho de volta aos tempos antigos. [. . . ] Em geral, anos diferentes ressoam no que acabou de ser gravado e prevalece. Além disso, eles não emergem de uma maneira oculta, como antes, mas antes contradizem o Agora de uma maneira muito peculiar, distorcida, por trás. [. . . ] Muitas forças anteriores, de um ponto de vista completamente diferente, estão começando a deslizar entre elas. [. . . ]

 Para além de uma grande quantidade de falso não-sincronismo [não-simultaneidade], há este em particular: A natureza, e mais do que isso, o fantasma da história chega com muita facilidade ao camponês desesperado, ao pequeno burguês falido; a depressão que libera o fantasma ocorre em um país com uma quantidade particularmente grande de material pré-capitalista. É importante perguntar se a Alemanha não é mais subdesenvolvida, ainda mais vulcânica do que, por exemplo, a França, em termos de poder . Certamente não formou nem igualou a razão capitalista quase de forma síncrona. " 
 O texto sinaliza que, em certa medida, essas idéias derivam da Crítica da Economia Política de Marx e, em particular, de sua noção de "taxa desigual de desenvolvimento", ou "desenvolvimento desigual" (como é mais comum em sua formulação trotskista). Marx também usou o termo "simultaneidade" (Gleichzeitigkeit) em sua explicação sobre a concentração dos processos de produção sob as demandas da produção de mercadorias no primeiro volume de Das Kapital (veja abaixo). Mas o argumento de Bloch é também uma tentativa de contrariar interpretações simplistas da teleologia hegeliana e marxista, introduzindo o que ele chama de "a polirritmia e o contraponto dessas dialéticas", uma dialética "polifônica", "multi-espacial" e "multi-temporal", não a fim de negar a possibilidade de revolução proletária, mas para "ganhar força revolucionária adicional com a riqueza incompleta do passado": 
 Os conteúdos ainda subversivos e utópicos nas relações das pessoas com com outras e com a natureza, que não são passados, porque nunca foram alcançados, só podem ser úteis dessa maneira. Esses conteúdos são, por assim dizer, o cascalho de ouro no curso dos processos trabalhistas anteriores e suas superestruturas na forma de trabalhos. A dialética polifônica, como uma dialética das "contradições" que estão mais concentradas hoje do que nunca, tem, em qualquer caso, perguntas e conteúdos suficientes no capitalismo que ainda não foram "substituídos pelo curso do desenvolvimento econômico". 
 Esse argumento aborda a necessidade de entender a dinâmica espacial do capitalismo que seria adotada nas décadas de 1960 e 1970 pelo filósofo urbano-marxista Henri Lefebvre, com sua análise da dialética do espaço (urbano) e seu trabalho sobre "ritmanálise". Também antecipa o estudo da relação "contraditória" do subalterno com a modernidade ocidental, realizada por estudos subalternos e pela teoria pós-colonial (veja abaixo).

## A simultaneidade do não simultâneo
Embora frequentemente atribuída ao "Não-sincronismo e a Obrigação para a Dialética", a frase die Gleichzeitigkeit des Ungleichzeitigen ("a simultaneidade do não simultâneo" ou "o/a sincronismo/sincronicidade do não sincrônico") - i.e., uma reversão da "não-simultaneidade do simultâneo" de Pinder - não é explicitamente usada neste trabalho. Bloch elabora, ao contrário, a ideia de contradições síncronas e não-síncronas com "o Agora". Por "contradição síncrona" ele quer dizer as forças de contradição (para o capital) que o próprio capitalismo gera, principalmente o proletariado industrializado contemporâneo (como analisado por Marx). "Contradição não-síncrona" refere-se à sobrevivência atávica de um "passado incompleto que ainda não foi 'sublimado' pelo capitalismo" como discutido acima.

## No trabalho de Marx
Após a publicação póstuma de Grundrisse, de Marx, em 1939, ficou claro que uma dialética de simultaneidade e não-simultaneidade estava implícita no pensamento de Marx sobre a espacialidade e a geografia do capitalismo. Das Kapital (1867-1894) havia argumentado, por um lado, que a forma monetária surgira para permitir uma troca não-simultânea ou atrasada de mercadorias (em oposição à troca cara-a-cara) e, por outro lado, "simultaneidade"( Gleichzeitigkeit ) era uma exigência das (e um fenômeno produzido para) as demandas da produção de mercadorias (o capitalista deve ser capaz de sincronizar as atividades díspares necessárias para fabricar um produto). Os poderosos efeitos espaço-temporais das demandas duplas de troca e produção de mercadorias foram resumidos nos Grundrisse com o conceito de "a aniquilação do espaço pelo tempo" isto é, com a imposição de simultaneidade ou sincronicidade sobre a separação espacial e a diversidade geográfica: 
 Quanto mais a produção descansar no valor de troca, portanto, na troca, mais importantes serão as condições físicas da troca - os meios de comunicação e transporte - para os custos de circulação. O capital, por sua natureza, ultrapassa todas as barreiras espaciais. Assim, a criação das condições físicas de troca - dos meios de comunicação e transporte - a aniquilação do espaço pelo tempo - se torna uma necessidade extraordinária. 
 Ao mesmo tempo, Marx mostrou-se consciente das resistências a essa superação de barreiras espaço-temporais e, mais importante, ao fato de que o próprio capitalismo gera suas próprias resistências ou contradições à universalização de seu modo de produção : 
 Mas, como o capital coloca todos esses limites como uma barreira e, portanto, supera-se idealmente, não significa que realmente a superou e, como todas essas barreiras contradizem seu caráter, sua produção se move em contradições que são constantemente superadas, mas tão constantemente postuladas. E mais. A universalidade para a qual se esforça irresistivelmente encontra barreiras em sua própria natureza, que, em um certo estágio de seu desenvolvimento, permitem que seja reconhecido como sendo ele próprio a maior barreira a essa tendência e, portanto, direciona para sua própria suspensão. 
 Devido à publicação tardia dos Grundrisse, Bloch não teria se familiarizado com essas palavras precisas no momento da redação do "não-sincronismo", embora a semelhança de conceitos relacionados à maneira pela qual o capitalismo se apresenta em suas próprias (simultâneas e não-simultâneas) contradições à produção derive, em última análise, de Das Kapital, como discutido acima.

## Uso subsequente

### No marxismo estrutural
A problemática da simultaneidade/não-simultaneidade e sincronismo/não-sincronismo foi abordada no trabalho de sociólogos e filósofos marxistas do pós-Segunda Guerra Mundial, como Theodor Adorno, Nicos Poulantzas, Louis Althusser e Étienne Balibar.

Como marxistas estruturais, Althusser e Balibar estavam preocupados em entender como "os problemas da diacronia" na transição de um modo de produção para outro poderiam estar relacionados à estrutura geral ou à "sincronia" da produção. Em Reading Capital (1970), eles argumentam, de maneira semelhante a Bloch, que a sucessão de diferentes modos de produção, como teorizado por Marx, não é um processo teleológico conduzido pela "marcha adiante das forças produtivas", mas que, em vez disso, os períodos de transição são marcados pela "coexistência de vários modos de produção": 
 Assim, parece que o deslocamento [decalagem] entre as conexões e instâncias em períodos de transição reflete apenas a coexistência de dois (ou mais) modos de produção em uma única 'simultaneidade' e o domínio de um deles sobre o outro. Isso confirma o fato de que os problemas da diacronia também devem ser pensados dentro da problemática de uma "sincronia" teórica: os problemas da transição e das formas de transição de um modo de produção para outro são problemas de uma sincronia mais geral, enquanto do próprio modo de produção, englobando vários sistemas e suas relações. 
 Para o sociólogo político grego e marxista estrutural Nicos Poulantzas, formas de diferença sociocultural como "território e tradição histórico-cultural [...] produzem o desenvolvimento desigual do capitalismo como uma desigualdade de momentos históricos que afetam aqueles diferenciados, classificados e distintos espaços chamados nações". Em State, Power, Socialism (1978), ele argumenta que essas diferenças são de fato uma condição prévia para o desenvolvimento capitalista global.

### Henri Lefebvre e Ernest Mandel
O contemporâneo de Althusser e Balibar, Henri Lefebvre, criticou profundamente o que via como a fetichização desses escritores de uma noção fixa, abstrata e puramente estrutural de espaço sincrônico "geral", subordinado a processos diacrônicos ou históricos. Por outro lado, a "espacialidade turbulenta" de Lefebvre que "restauraria a geografia na história, a história na geografia",  juntamente com sua ritmanálise, compartilha pelo menos um vocabulário comum com a dialética multiespacial e multitemporal de Bloch. Lefebvre também foi um dos primeiros comentaristas a vincular o desenvolvimento desigual à produção do espaço em escala global: "A lei da desigualdade de crescimento e desenvolvimento, longe de se tornar obsoleta, está se tornando mundial em sua aplicação - ou, mais precisamente está presidindo a globalização de um mercado mundial ".

Enquanto isso, o marxista belga Ernest Mandel estava desenvolvendo, ao mesmo tempo que Lefebvre, uma caracterização do "capitalismo tardio" que também recusa a ideia de que o capitalismo (global) produz homogeneidade. Em vez disso, ele argumenta, o capitalismo deve produzir "subdesenvolvimento" para maximizar a produção de lucro excedente: 
 Todo o sistema capitalista aparece, assim, como uma estrutura hierárquica de diferentes níveis de produtividade e como resultado do desenvolvimento desigual e combinado de estados, regiões, ramos da indústria e empresas, desencadeado pela busca pelo lucro excedente. Ele forma uma unidade integrada, mas é uma unidade integrada de partes não homogêneas, e é precisamente a unidade que aqui determina a falta de homogeneidade. Em todo esse sistema, o desenvolvimento e o subdesenvolvimento determinam-se reciprocamente, pois enquanto a busca por lucros excedentes constitui o principal motivo por trás dos mecanismos de crescimento, o lucro excedente só pode ser alcançado às custas de regiões e ramos de produção menos produtivos. 

### Na sociologia e geografia marxistas
Pensadores tão diversos quanto Immanuel Wallerstein, com sua teoria dos sistemas mundiais, David Harvey com sua análise dos limites para o capital (1982)  e compactação no tempo-espaço, e o antigo aluno de Harvey, Neil Smith, com seu desenvolvimento desigual, todos podem ser vistos desenvolvendo um ou outro aspecto dessa linha de pensamento marxista. Os primeiros trabalhos de Anthony Giddens e, em particular, seu conceito de "distanciação tempo-espaço", por exemplo, em Critique of Historical Materialism (1981), também foram influentes nessa área.

### Nas teorias da modernidade e pós-modernidade
Talvez o uso mais famoso da terminologia de Bloch até hoje seja o feito pelo crítico cultural marxista Fredric Jameson ao descrever a base econômica do modernismo no pós-modernismo, ou a lógica cultural do capitalismo tardio (1991): 
 O modernismo deve, portanto, ser visto como correspondendo exclusivamente a um momento desigual de desenvolvimento social, ou ao que Ernst Bloch chamou de "simultaneidade do não simultâneo", a "sincronicidade do não sincrônico" (Gleichzeitigkeit des Ungleichzeitigen): a coexistência de realidades de momentos da história radicalmente diferentes - artesanato ao lado dos grandes cartéis, campos camponeses com as fábricas de Krupp ou a fábrica da Ford à distância. 
 Jameson prossegue, no entanto, argumentando que, com o advento da pós-modernidade e seus pós-modernismos, o "momento desigual" da modernidade foi completamente substituído pela padronização e homogeneização em massa da terceira fase multinacional do desenvolvimento capitalista: 
 o pós-moderno deve ser caracterizado como uma situação em que a sobrevivência, o resíduo, a ressaca, o arcaico, foram finalmente varridos sem deixar rastro. No pós-moderno, então, o próprio passado desapareceu (junto com o conhecido "sentido do passado" ou historicidade e memória coletiva). Onde seus edifícios ainda permanecem, a renovação e a restauração permitem que eles sejam transferidos para o presente em sua totalidade, como aquelas outras coisas muito diferentes e pós-modernas chamadas simulacros. Tudo agora está organizado e planejado; a natureza foi triunfantemente destruída, junto com os camponeses, o comércio pequeno-burguês, o artesanato, as aristocracias feudais e as burocracias imperiais. A nossa é uma condição mais homogeneamente modernizada; não estamos mais sobrecarregados com o constrangimento de não-simultaneidades e não-sincronicidades. Tudo chegou à mesma hora no grande relógio do desenvolvimento ou da racionalização (pelo menos da perspectiva do "Ocidente"). É nesse sentido que podemos afirmar, ou que o modernismo é caracterizado por uma situação de modernização incompleta ou que o pós-modernismo é mais moderno que o próprio modernismo. 

### Na teoria pós-colonial
Estudos subalternos e a teoria pós-colonial, no entanto, tendem a sustentar que a ideia de um espaço globalmente homogeneizado, mesmo na pós-modernidade, é minada precisamente pelos "remanescentes não-síncronos" de Bloch e por diversas temporalidades. Homi K. Bhabha, comentando Jameson, afirma que 
 O que é manifestamente novo sobre esta versão do espaço internacional e sua (in)visibilidade social é sua medida temporal [. . . ] A temporalidade não-síncrona das culturas globais e nacionais abrem um espaço cultural - um terceiro espaço - onde a negociação de diferenças incomensuráveis cria uma tensão peculiar às existências limítrofes. 
 O antropólogo pós-colonial Arjun Appadurai faz um argumento semelhante em seu livro Modernity at Large (1996), através de uma crítica implícita de Wallerstein: "A nova economia cultural global deve ser vista como uma ordem complexa, sobreposta e disjuntiva que não pode mais ser entendida em termos de modelos de centro-periferia existentes (mesmo aqueles que podem representar múltiplos centros e periferia) ".